# یواس‌اس انابل (اس‌پی-۱۲۰۶)
یواس‌اس انابل (اس‌پی-۱۲۰۶) (به انگلیسی: USS Annabelle (SP-1206)) یک کشتی بود که طول آن ۳۷ فوت ۱۱ اینچ (۱۱٫۵۶ متر) بود. این کشتی در سال ۱۸۹۸ ساخته شد.